# Tramwaje w Gorłówce
Tramwaje w Gorłówce – system komunikacji tramwajowej działający w ukraińskim mieście Gorłówka.
Tramwaje w Gorłówce uruchomiono 7 listopada 1932 r. W 2007 r. władze miasta podjęły nieudaną próbę likwidacji sieci tramwajowej.
W czasie wojny w Donbasie zawieszono komunikację tramwajową w sierpniu 2014 r. Po zakończeniu walk bezpośrednio w mieście wyremontowano podstacje, tory i pozrywaną sieć trakcyjną przywracając ruch na całej sieci.

## Linie
W Gorłówce funkcjonują 3 linie tramwajowych, w tym jedna sezonowa.
Stan z czerwca 2018 r.
| Linia | Trasa                               |
| ----- | ----------------------------------- |
| 1     | Żeleznianskije prudy ↔ pos. Majskij |
| 7     | 245 kwartał ↔ Sztierowka            |
| 8     | 245 kwartał ↔ szachta im. Kalinina  |

## Tabor
W 2019 r. w mieście eksploatowano 10 tramwajów typu KTM-5 w dwóch odmianach:
| Zdjęcie        | Typ            | Eksploatacja od | Liczba |
| -------------- | -------------- | --------------- | ------ |
|                | KTM-5M3        | 1981            | 9      |
|                | KTM-5A         | 2015            | 1      |
| Łączna liczba: | Łączna liczba: | Łączna liczba:  | 10     |

Tabor techniczny składał się z 2 wagonów (3 pozostałe były odstawione).